# Hub Hildenbrand
Hub Hildenbrand (* 12. September 1971 in Ulm, Deutschland) ist ein deutscher Gitarrist und Komponist.

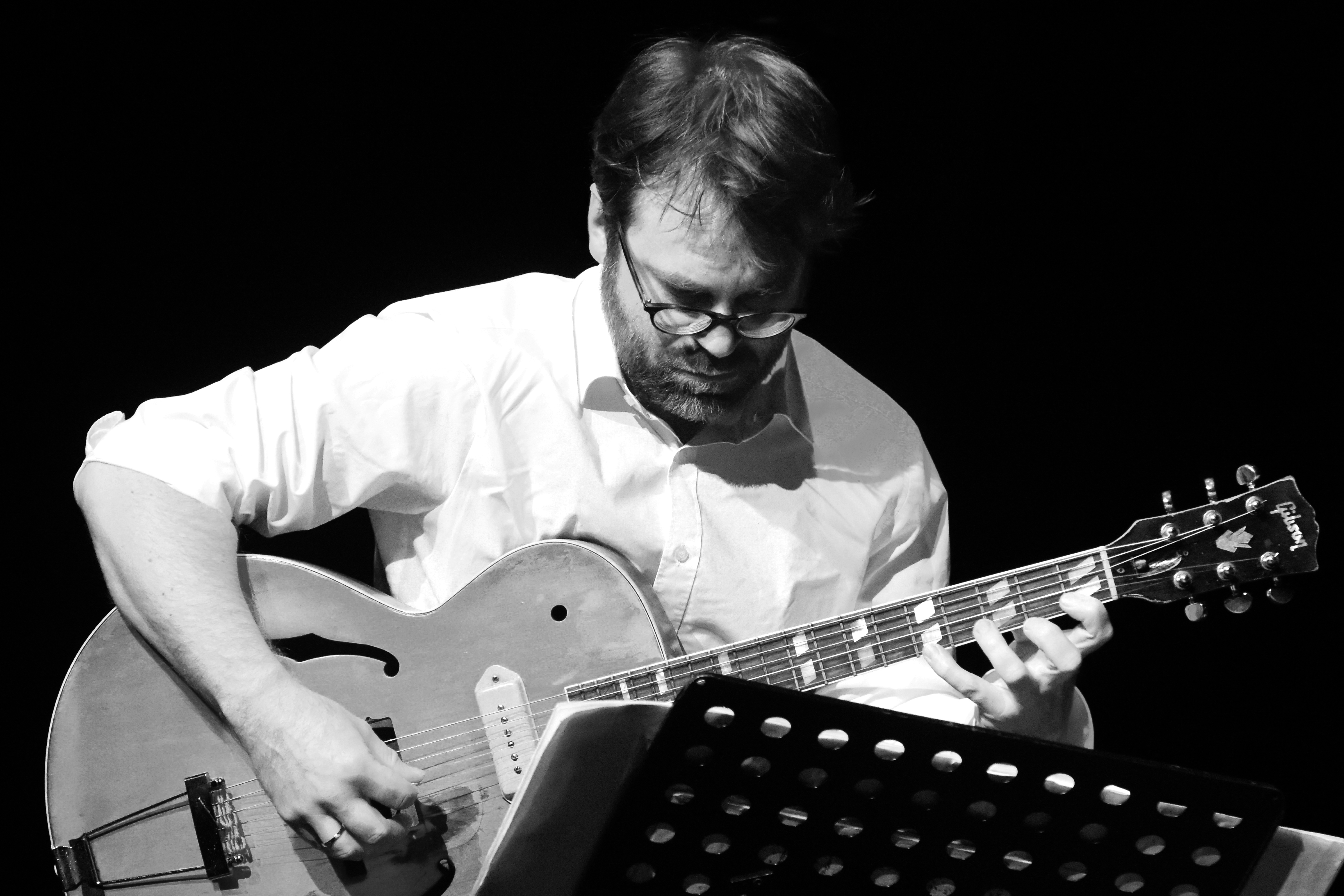
Hub Hildenbrand

## Diskografie (Auswahl)
- Hub Hildenbrand Trio mit Nuri Karademirli: Heimat, 2007
- Gruppe Hörsturz: A Sketch Of Brel. 2009
- Hub Hildenbrand Trio: News From Afar. 2009
- Hub Hildenbrand Trio: Requiem. 2010
- Trio Morgenland: Open Land. 2011
- Hub Hildenbrand Solo: The Door We Never Opened. 2013
- trio Rosenrot: Lenz. 2015
- Hub Hildenbrand Solo: The Garden Of Stolen Sounds. 2017
- trio Rosenrot: Es Fiel Ein Reif. 2017
- Karapatakis/Hildenbrand/Spyridakis: Nenemia. 2018